# Jacob Boot
Jacob « Jaap » Boot (né le 1er mars 1903 à Wormerveer et décédé le 14 juin 1986 à Dordrecht) est un athlète néerlandais spécialiste du sprint. Il était affilié au AV Haarlem.

## Biographie

### Palmarès
| Date | Compétition           | Lieu  | Résultat | Performance |        |
| ---- | --------------------- | ----- | -------- | ----------- | ------ |
| 1924 | Jeux olympiques d'été | Paris | 3e       | 4 × 100 m   | 41 s 8 |

### Records
| Épreuve          | Performance | Lieu | Date |
| ---------------- | ----------- | ---- | ---- |
| Saut en longueur | 7,24 m      |      | 1932 |